# BXR
BXR is een techno-hardhouse-platenlabel en is ontstaan als dochter van het Media records-imperium. Het ging van start in 1995 met D'Agostino Planet - Fly. Er volgde kort hierop een tweede release van Gigi d'Agostino onder dit alias, maar pas in '96 kwam de eerste release van Mauro Picotto: My House / Bakerloo Simphony.Al snel volgde een coöperatie van Gigi en Mauro, Angels symphony. Dit werd een redelijke hit. Rond deze tijd voegde Mario Piperno, beter bekend als Mario Più, zich bij het nog kleine clubje. 

## De groei naar een TMF-award
In 1999 werd Mauro zijn eerste hit bij BXR uitgebracht: Lizard. Dit was hetzelfde jaar dat Mario Più zijn grote hit Communication uitbracht en heel wat naamsbekendheid verkreeg. Het label had nu alle potentie om uit te groeien tot een zeer groot label. Mauro en Mario bundelden de krachten om samen Arabian pleasure uit te brengen. Mauro bracht vervolgens Iguana uit dat alle behaalde successen van Lizard overtrof en in 2000 kwam Komodo. Dit werd een internationale hit en Mauro scoorde mede dankzij Komodo zelfs een TMF-award. 

## 2000 - heden
Na Komodo stonden meer artiesten open voor het label. Nick Sentience en Josh Wink brachten er een nummer uit en zelfs de oude clubhit Schall van Elektrochemie LK werd opnieuw uitgebracht op BXR. Niet lang hierna bracht Mauro Proximus uit en scoorde weer een hit. In 2001 bracht Massimo Chiticonti onder de alias Joy Kitikonti zijn hit Joyenergizer uit, Mario Più bracht als DJ Arabesque The vision uit en Mauro deed het nog eens dunnetjes over met Like this like that. Tussen al deze meer trance georiënteerde releases zaten al wat techno releases, maar deze scoorden niet. Dit veranderde toen Mauro kwam met zijn Metamorphose EP. Door veel technofans werd het afgedaan als trance en door veel trance artiesten werd het afgedaan als techno. Desalniettemin had het wel degelijk succes. Hierna bracht Mauro Awesome!!! EP uit, welk meer een techno geluid neerzette en met open armen ontvangen werd.

## Mauro verlaat BXR
In 2002 bracht Mauro Back to Cali uit. Hierna verliet hij BXR en in 2003 startte hij Meganite. Dit betekende nog niet het einde voor BXR, maar dat was het in feite wel. Mario bracht nog 2 albums uit en ook Joy probeerde er nog iets van te maken. Ze hielden de schijn op dat alles goed ging door wat ze op de website meldden, maar niet al te lang hierna bleek dat het daadwerkelijk schijn was. Er kwamen steeds minder releases en de releases werden slechter. Dit had meer te maken met het vertrek van heer Picotto dan met iets anders en dan dat men gehoopt/gewild had.  